# Fábio Chiuffa
Fábio Rocha Chiuffa (Promissão, 10 de março de 1989) é um jogador brasileiro de handebol. 
Integrou a delegação nacional que disputou os Jogos Olímpicos de 2016, no Rio de Janeiro.

## Principais conquistas[1]
- Ouro nos Jogos Pan-Americanos de 2015 em Toronto
- Prata nos Jogos Pan-Americanos de 2011 em Guadalajara
- Ouro nos Jogos Sul-Americanos de 2010 em Medellín  e 2014 em Santiago
- Bicampeão pan-americano: 2011 e 2015
- Campeão pan-americano de clubes: 2012